# Muzio Clementi

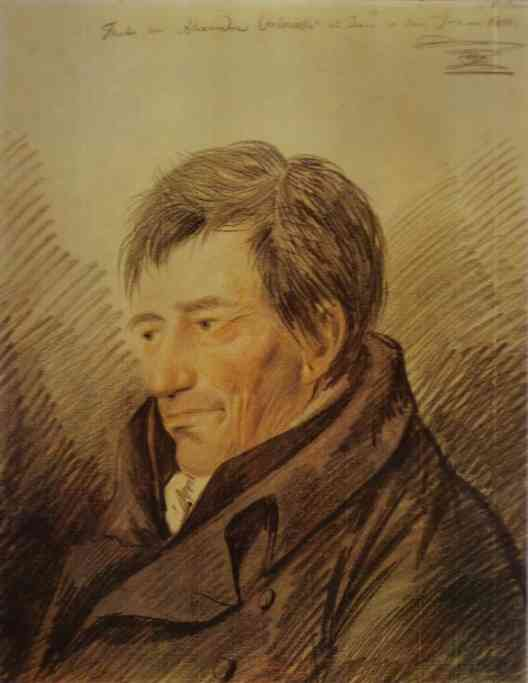
Muzio Clementi

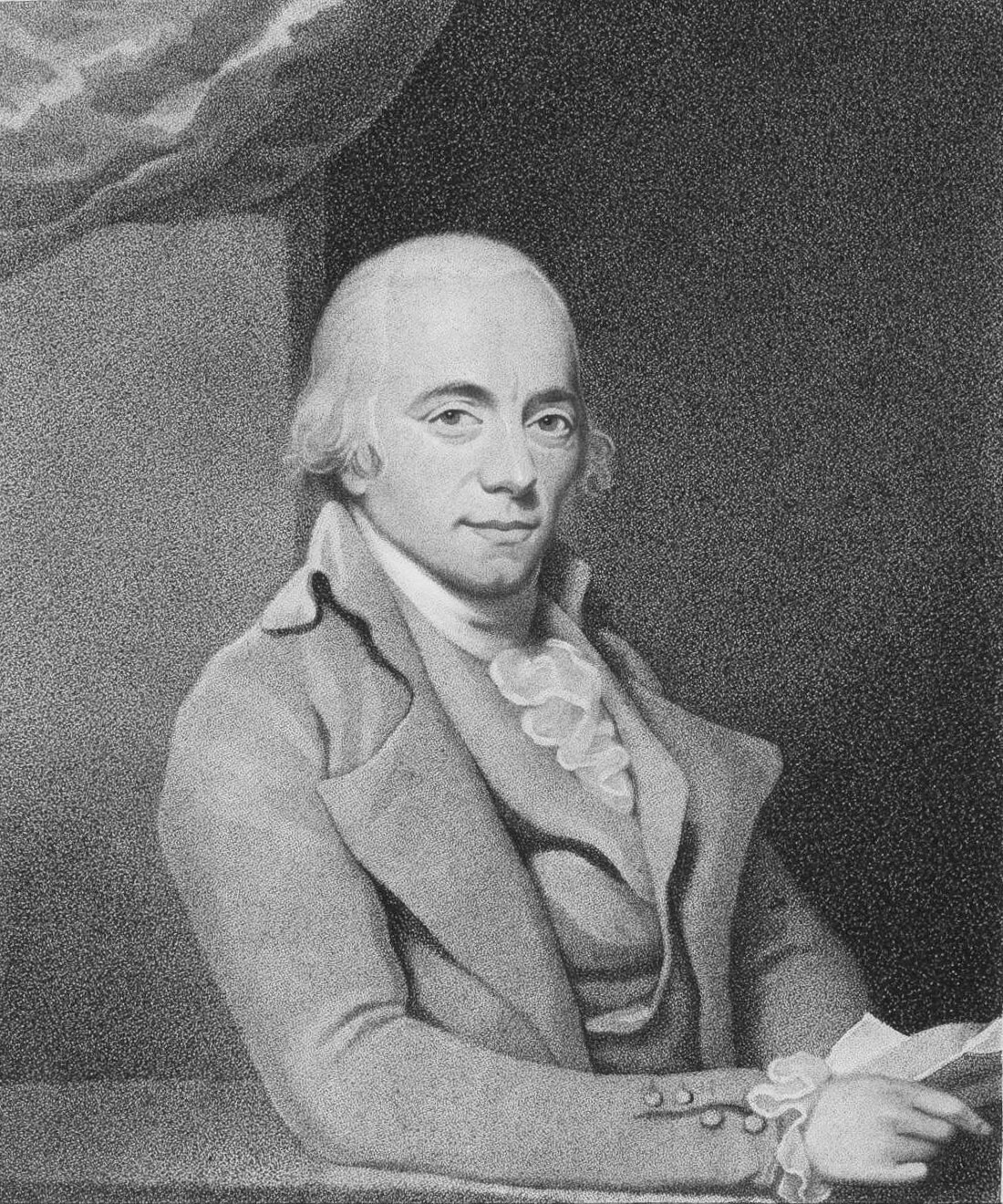

Muzio Clementi (* 23. Januar 1752 in Rom; † 10. März 1832 in Evesham, England) war ein italienischer Komponist, Pianist und Musikpädagoge, ferner Dirigent, Klavierbauer und Musikverleger.

## Leben

### Kindheit
Muzio Filippo Vincenzo Francesco Saverio Clementi wurde am 23. Januar 1752 in Rom als Erstgeborener des angesehenen Silberschmieds Nicolò Clementi (1720–1789) und dessen zweiter Ehefrau Magdalena Caisar (vermutlich deutscher Herkunft) geboren. Am folgenden Tag wurde er in der Basilika San Lorenzo in Damaso auf den lateinischen Namen Mutius Philippus Vincentius Franciscus Xaverius Clementi getauft. Drei der sechs jüngeren Geschwister überlebten das Kindesalter: Gaetano (1757–1806), welcher später ebenfalls Musiker wurde, Maria Luigia (* 1759) und Regina (* 1764).
Im Alter von sechs Jahren erhielt er seinen ersten Musikunterricht bei einem Verwandten, dem Musiker Antonio Boroni (1738–1792); danach lernte er beim Organisten Giovanni Battista Cordicelli, dann beim Kastraten Giuseppe Santarelli (1720–1790) und bei Gaetano Carpani (1692–1785), der seinerzeit als strengster Kontrapunktlehrer Roms galt. Clementi war so begabt, dass er bereits im Alter von neun Jahren eine Anstellung als Organist erhielt und schon mit zwölf Jahren eine vierstimmige Messe und das Oratorium Martirio de´ gloriosi Santi Giuliano e Celso WO 1 komponierte, von dem heute nur noch das Libretto existiert.

### Ausbildung in England
Der Engländer Sir Peter Beckford (1740–1811) hielt sich 1765 und 1766 in Rom auf, bemerkte das musikalische Talent Clementis und nahm den Vierzehnjährigen mit dem Einverständnis der Eltern auf seinen Landsitz in Dorset im Südwesten Englands mit. Dort erhielt Clementi auf Wunsch seines Mäzens eine gründliche Schulausbildung, übte viel Cembalo, hauptsächlich die Werke von Georg Friedrich Händel, Johann Sebastian Bach und Domenico Scarlatti, und komponierte die Klaviersonate G-Dur WO 14 und die sechs Klaviersonaten Op. 1.
1774 ging Clementi nach London, wo er als Pianist und Komponist am Konzertleben teilnahm und Aufführungen des King’s Theatres leitete.

### Europäische Konzertreise
Ermutigt von seinen Erfolgen in der britischen Hauptstadt, brach er zu einer Konzertreise ins Ausland auf. 1780 trat er vor Königin Marie-Antoinette in Paris auf und spielte 1781, nachdem er auch in München und Salzburg konzertiert hatte, für deren Bruder Kaiser Joseph II. in Wien.
Joseph II. arrangierte auch einen Klavierwettstreit Clementis mit Wolfgang Amadeus Mozart, der am Weihnachtsabend des Jahres 1781 in der Wiener Hofburg stattfand. Mozart äußerte sich im Januar des folgenden Jahres in einem Brief an seinen Vater Leopold Mozart zwar abfällig über Clementi, verwendete später aber eine Melodie aus dessen Klaviersonate B-Dur Op. 24 Nr. 2 als Fugenthema in der Ouvertüre zu seiner Oper Die Zauberflöte.

### Komponist und Lehrer in England
Im Jahr 1783 kehrte Clementi nach England zurück. Im Herbst desselben Jahres wurde der Komponist, Pianist, Klavierpädagoge und Klavierbauer Johann Baptist Cramer sein Schüler. 1786 komponierte Clementi die drei Violinsonaten Op. 15, 1787 das Capriccio für Klavier B-Dur Op. 17 sowie die zwei Sinfonien Op. 18. 1790 schrieb er das Klavierkonzert C-Dur WO 12 und 1791 entstanden die sechs Klaviersonaten Op. 25.
1794 wurde der Komponist und Pianist John Field sein Schüler. 1797 komponierte Clementi die sechs Klaviersonatinen Op. 36.

### Verleger und Fabrikant
In den 1790er Jahren hatte Clementi begonnen, sich auch als Musikverleger und Klavierbauer zu profilieren. 1798 wurde die berühmte Klavierbaufirma „Longman & Broderip“ in Clementi & Co. umbenannt. Unter Clementis Leitung baute das Unternehmen nicht nur Klaviere, sondern auch Gitarren und andere Musikinstrumente und veröffentlichte auch Werke von allen berühmten Musikern jener Zeit, darunter Werke Clementis.

### Unterwegs
Mit Field begann Clementi 1802 eine Reise, die insgesamt acht Jahre dauerte. Zuerst gingen sie nach Paris, dann nach Wien, wo sie Joseph Haydn besuchten, und nach Sankt Petersburg. Sein Schüler blieb in der russischen Stadt, Clementi reiste weiter; er ging nach Dresden, Prag, Zürich, Leipzig und Berlin. Hier lernte er im Salon der Philippine Cohen Caroline Lehmann, die Tochter des Musikers Johann Georg Gottlieb Lehmann, kennen. Er heiratete sie am 18. September 1804 und reiste danach mit ihr nach Rom und Neapel. Am 8. August 1805 wurde ihr gemeinsamer Sohn Carl geboren, doch neun Tage nach der Geburt starb Caroline. Danach ging Clementi über Riga und Sankt Petersburg nach Wien, wo er mit Ludwig van Beethoven, der seine Kompositionen sehr schätzte, in geschäftliche Beziehungen trat. Danach reiste er über Rom und Mailand nach England bzw. London zurück, wo er im Sommer 1810 ankam.

### Zurück in England
Am 6. Juli 1811 heiratete er in der St. Pancras Church Emma Gisborne, mit der er vier Kinder hatte: Vincent, Caecilia Susannah, Caroline und John.
1813 beteiligte er sich an der Gründung der „Royal Philharmonic Society“, zu deren Direktor er ernannt wurde. Ungefähr in dieser Zeit lernte er weitere Musiker kennen: den Komponisten und Organisten Samuel Wesley, den Komponisten, Pianisten und Dirigenten Ferdinand Ries und den Komponisten und Pianisten Friedrich Kalkbrenner.
1801 hatte Clementi die Sinfonie C-Dur WO 32 komponiert, 1815 die Sinfonie G-Dur WO 34. 1817 begann er die Arbeit an einem seiner berühmtesten Werke: Gradus ad Parnassum Op. 44, einem aus 100 Etüden bestehenden Unterrichtswerk für Klavier, das er 1826 vollendete. 1821, drei Jahre nach einer Reise nach Paris und Frankfurt am Main, komponierte er die Fantasie für Klavier C-Dur Op. 48. Seine letzte Reise unternahm er 1822 nach Leipzig, wo er im Gewandhaus erfolgreich einige Konzerte dirigierte. Von 1823 an, dem Entstehungsjahr der drei Klaviersonaten Op. 50, blieb er in England. Im Juni 1824 besuchte ihn Franz Liszt, 1826 lernte er den Komponisten, Pianisten und Dirigenten Ignaz Moscheles kennen, und 1829 besuchte ihn Felix Mendelssohn Bartholdy.

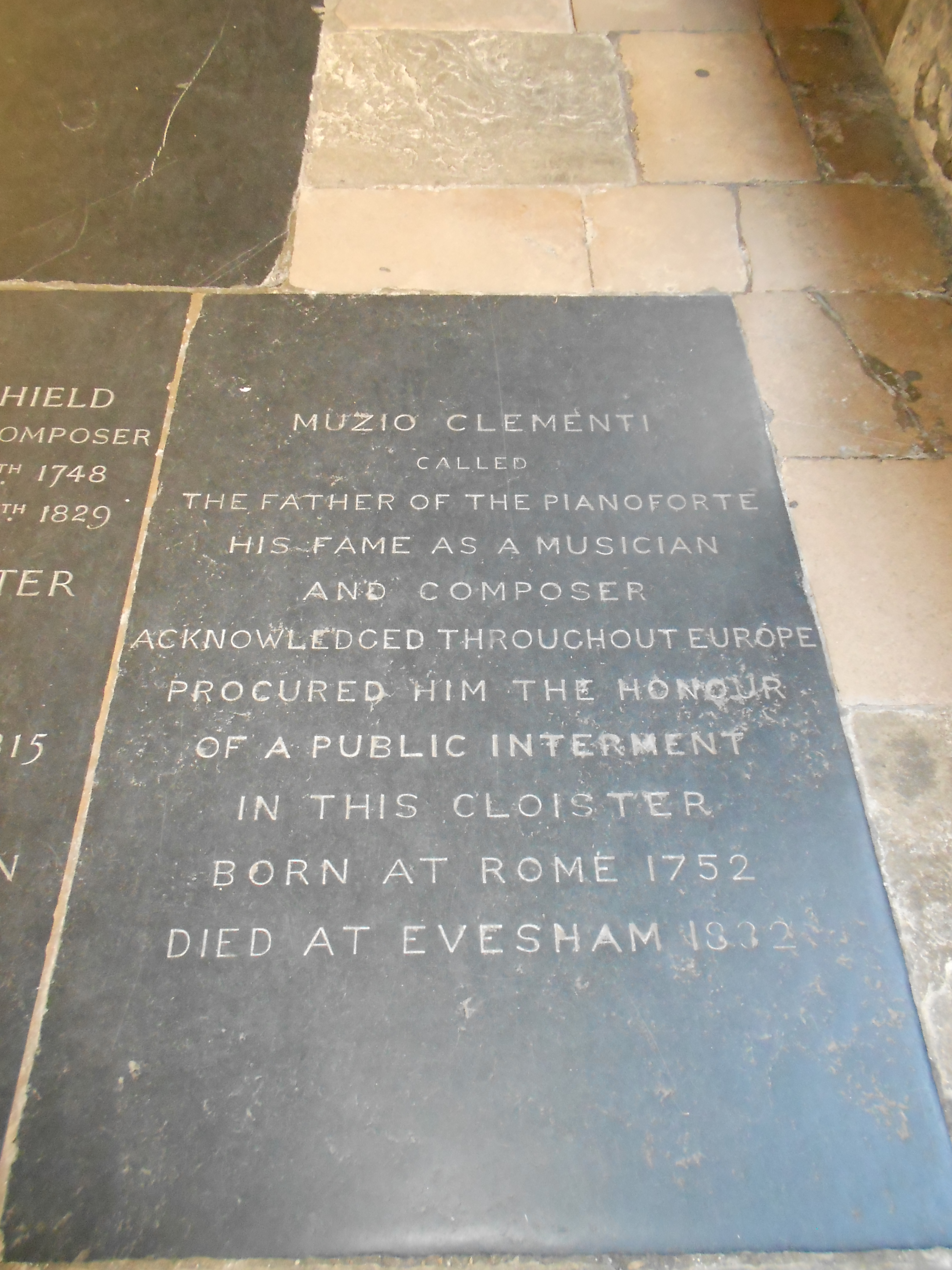
Muzio Clementis Grabstein in der Westminster Abbey

Nach vielen Triumphen zog sich Clementi mit seiner Familie auf seinen Landsitz in Evesham zurück, wo er am 10. März 1832 im Alter von 80 Jahren starb. An seiner Beisetzung, die am 29. März 1832 stattfand, nahmen zahlreiche Menschen teil, darunter auch einige seiner früheren Schüler. Sein Grab befindet sich im Südflügel des Kreuzgangs der Londoner Westminster Abbey neben dem Grab von William Shield und Johann Peter Salomon. Auf dem Grabstein wird er „Der Vater des Pianoforte“ genannt. Der ganze Text auf dem Grabstein (im südlichen Kreuzgang von Westminster Abbey): „MUZIO CLEMENTI CALLED THE FATHER OF THE PIANOFORTE. HIS FAME AS A MUSICIAN AND COMPOSER ACKNOWLEDGED THROUGHOUT EUROPE PROCURED HIM THE HONOUR OF A PUBLIC INTERMENT IN THIS CLOISTER. BORN AT ROME 1752. DIED AT EVESHAM 1832.“

## Rezeption
Muzio Clementi hatte einen kaum zu überschätzenden Einfluss auf jüngere Pianisten und Klavierkomponisten. Beethovens Klaviersatz etwa orientierte sich für geraume Zeit an Clementis Stil der 1780er und 1790er Jahre. Einige der erfolgreichsten Pianisten der 1820er und 1830er Jahre waren seine Schüler. Clementis Klavierschule Introduction to the Art of Playing on the Piano Forte galt als ein Standardwerk; seine Sonatinen Op. 36 und die Sammlung Gradus ad Parnassum (immer wieder von Pianisten und Pädagogen für den allgemeinen Gebrauch bearbeitet, so von Carl Tausig) haben ihren Stellenwert bis heute behalten. Bekannt ist Claude Debussys Verweis auf Clementi in seiner Klaviersuite Children’s Corner – das Eröffnungsstück trägt den Namen Doctor Gradus ad Parnassum.
Der italienische Komponist Alfredo Casella (1883–1947) versuchte, auf Clementis sinfonisches Werk aufmerksam zu machen, indem er Teile der vier Sinfonien ohne Opuszahl bearbeitete, komplettierte und neu zusammenstellte. Insbesondere war es aber der Pianist Wladimir Horowitz (1903–1989), der sich für den Komponisten Clementi einsetzte und dessen beste Sonaten in Konzerten und Aufnahmestudios spielte. Mittlerweile hat Pietro Spada eine Einspielung des gesamten Klavierwerks vorgelegt; von Howard Shelley und Costantino Mastroprimiano gibt es Aufnahmen aller Klaviersonaten. Weitere Aufnahmen haben Pianisten wie Arturo Benedetti Michelangeli, Maria Tipo, Andreas Staier, Stefan Irmer und Lilya Zilberstein beigesteuert.

## Werke
Die Bezeichnung „Op.“ ist eine Abkürzung des lateinischen Wortes „Opus“, zu deutsch „Werk“; die hier folgenden Angaben gehen auf die verlässlichsten frühen Drucke zurück, stimmen also nicht immer mit den Nummerierungen in populären Editionen überein. Die Bezeichnung „WO“ bezieht sich auf den Werkkatalog des britischen Musikwissenschaftlers Alan Tyson und ist eine Abkürzung des englischen Ausdrucks „work without opus number“, zu deutsch „Werk ohne Opuszahl“. Die Bezeichnung „Op-sn“ schließlich bezieht sich auf die Edizione Nazionale Italiana dell’Opera Omnia di Muzio Clementi, die in Entstehung begriffene italienische Nationalausgabe aller Werke Muzio Clementis; auch der italienische Ausdruck „opera senza numero“ bedeutet „Werk ohne Opuszahl“.

### Klavierwerke zweihändig
- Sonaten mit Opuszahl für Cembalo oder Fortepiano:

Op. 1 Nr. 1 bis 6; Op. 1a Nr. 1 bis 5; Op. 2 Nr. 2, 4 und 6; Op. 7 bis 10 (jeweils Nr. 1 bis 3); Op. 11 Nr. 1; Op. 12 Nr. 1 bis 4; Op. 13 Nr. 4 bis 6; Op. 20; Op. 23 Nr. 1 bis 3; Op. 24 Nr. 1 und 2; Op. 25 Nr. 1 bis 6; Op. 26; Op. 33 Nr. 1 bis 3; Op. 34 Nr. 1 und 2; Op. 37 und 40 (jeweils Nr. 1 bis 3); Op. 41; Op. 46; Op. 50 Nr. 1 bis 3
- Sonatinen mit Opuszahl für Cembalo oder Fortepiano:

Op. 36 Nr. 1 bis 6
- Sonstige Werke für Cembalo oder Fortepiano:

Fugen Op. 5 und 6 (jeweils Nr. 1 bis 3); Toccata Op. 11 Nr. 2; La Chasse Op. 16; Capricci Op. 17 und Op. 47 Nr. 1 und 2; Musical Characteristics Op. 19; Fantasia con Variazioni über „Au clair de la lune“ Op. 48; Monferrine Op. 49 Nr. 1 bis 12; Kompositionen ohne Opuszahl WO 2, 3, 5, 8, 10, 11 und 13 bis 23 (Op-sn 1 bis 18)
- Lehrwerke:

Introduction to the Art of Playing on the Piano Forte Op. 42 mit Anhang Op. 43 (Klavierschule); Gradus ad Parnassum Op. 44 (Sammlung von Etüden, Präludien und Fugen, Kanons, Sonatensätzen und Charakterstücken); Clementi’s Selection of Practical Harmony für Orgel oder Fortepiano WO 7

### Klavierwerke vierhändig
- an einem Instrument:

Duetti Op. 3 Nr. 1 bis 3, Op. 6 Nr. 4 und Op. 14 Nr. 1 bis 3
- an zwei Instrumenten:

Duetti Op. 1a Nr. 6 und Op. 12 Nr. 5

### Kammermusikwerke
- Sonaten für Cembalo oder Fortepiano und Flöte oder Violine:

Op. 2 Nr. 1, 3 und 5; Op. 3 Nr. 1 bis 3; Op. 4 Nr. 1 bis 6; Op. 5 Nr. 4 bis 6; Op. 6 Nr. 5 und 6; Op. 13 und 15 (jeweils Nr. 1 bis 3); Op. 30; Op. 31
- Sonaten für Cembalo oder Fortepiano, Flöte oder Violine und Violoncello (Klaviertrios):

Op. 21, 22, 27 bis 29, 32 und 35 (jeweils Nr. 1 bis 3); WO 6
- Werke für Fortepiano, Tambourin und Triangel:

24 Walzer Op. 38/39
- Kammermusikwerke ohne Klavier:

Canone finito a tre WO 29 für 2 Violinen und Viola; Nonett WO 30/31 für Flöte, Oboe, Klarinette, Fagott, Horn, Violine, Viola, Violoncello und Kontrabass

### Orchesterwerke
- Sinfonien mit Opuszahl:

B-Dur Op. 18 Nr. 1; D-Dur Op. 18 Nr. 2
- Sinfonien ohne Opuszahl (alle unvollständig überliefert):

C-Dur WO 32 (Op-sn 34); D-Dur WO 33; G-Dur WO 34 (Op-sn 36) „Great National Symphony“; D-Dur WO 35 (Op-sn 37)
- Sonstige Orchesterwerke:

Konzert C-Dur WO 12 (Op-sn 30) für Fortepiano und Orchester (vgl. die Klaviersonate Op. 33 Nr. 3); Ouvertüre D-Dur und Minuetto pastorale WO 36

### Vokalwerke
- Chor mit Orchesterbegleitung:

Martirio de’ gloriosi Santi Giuliano e Celso WO 1 (ein bis auf das Libretto verlorenes Oratorium)
- Solo mit Klavierbegleitung:

2 Canzonetten WO 4 (Op-sn 24) für Sopran und Cembalo oder Fortepiano; Melodies of different Nations WO 9 (Op-sn 25) für Stimme und Fortepiano